# استخدام الموارد الطبيعية في تنزانيا
استخدام الموارد الطبيعية في تنزانيا الموارد الطبيعية الرئيسية في تنزانيا هي الأرض والأنهار والبحيرات والمحيط والغابات. تستخدم الموارد الطبيعية لزراعة المحاصيل، والرعي للماشية، والحياة البرية والأخشاب كمصدر للطاقة ولمواد البناء، بالإضافة لصيد الأسماك وتعدين المعادن.
الأشكال الرئيسية لحيازة الأراضي في تنزانيا اليوم هي: حق شغل سند لاستخدام وشغل الأرض. الحيازة العرفية أو التقليدية للأراضي، وحيازة الأراضي المشاع. من الناحية العملية، تخضع معظم الأراضي الزراعية إما لأنظمة عرفية أو مجتمعية ولا يتم مسح معظم الأراضي الزراعية. قلة من المستخدمين لديهم وثائق توضح حقوقهم وواجباتهم القانونية أو حتى حدودهم.

## الموارد الطبيعية
بصرف النظر عن الثروة في الزراعة والغابات وأراضي الحياة البرية، فإن تنزانيا غنية جدًا بالمعادن مثل الذهب والماس والحديد والفحم والنيكل والتنزانيت واليورانيوم والغاز الطبيعي. تم اكتشاف رواسب الغاز الطبيعي البحرية مؤخرًا. يمكن للقبائل في تنزانيا أيضًا أن تنسج أو تحيك أو تخيط جيدًا، لأنها جزء من تقاليدها الثقافية.

## ديموغرافيا تنزانيا
يبلغ عدد سكان تنزانيا حسب التعداد الوطني لعام 2002 ما مجموعه 34.569.232 نسمة. يعيش غالبية مواطنيها في القرى الريفية، ولكن مع مرور الوقت تتزايد وتيرة الهجرة إلى المناطق الحضرية خاصة الشباب. في المناطق الريفية يؤدي الاستخدام غير المستدام للموارد الطبيعية إلى إبعاد السكان، بينما تجذب الخدمات الاجتماعية والتوظيف الناس نحو المناطق الحضرية.
الاستخدام المستدام للموارد الطبيعية المدعوم بتشكيل أو تنفيذ والإشراف على القوانين واللوائح ذات الصلة، والسياسات الحكومية ذات الصلة من قبل مستويات مختلفة من السلطة، وتدخلات منظمات المجتمع المدني، والالتزامات المجتمعية، كلها تساهم في الحد من النزاعات ذات الصلة وهجرة الناس إلى المناطق الحضرية وتحسين الاقتصاد الوطني ومستوى معيشة الشعب في نهاية المطاف.

## ديموغرافيا كاسولو
يبلغ عدد سكان منطقة كاسولو حسب التعداد الوطني 85.810 أسرة تضم 626.742 شخصًا (328.448 أنثى و298294 ذكور)، والموارد الطبيعية الرئيسية في منطقة كاسولو هي الأرض والمياه (الأنهار) والغابات. تُستخدم الأرض بشكل أساسي للزراعة الفلاحية، وهناك ري على نطاق ضيق في وديان الأنهار، أي زراعة الخضروات. المجموعة العرقية الأصلية ليست «واحا» المهيمنة، في حين أن مجموعة «واسوكوما» العرقية البعيدة عن منطقتي موانزا وشينيانجا هي الأقلية. بشكل عام وبعيدًا عن منطقة كاسولو، فإن الأرض ليست محدودة، هناك أراض شاسعة غير مزروعة ومصادر مياه كافية، المناطق في المناطق المجاورة للأرض ليست محدودة أيضًا، لكنها أقل خصوبة نسبيًا، فهي تتلقى أمطارًا غير كافية وغير موثوقة، كما أن مصادر المياه محدودة.
هذه المناطق المجاورة ليست من مناطق شينيانجا وموانزا حيث يوجد العديد من الرعاة مجموعة «واسوكوما» العرقية. عادة ما يهاجر الرعاة «واسوكوما» على وجه الخصوص من مواقعهم الأصلية إلى أماكن أخرى داخل تنزانيا وخارجها بحثًا عن المراعي لمواشيهم، حيث تستمر المراعي والمياه من مواقعهم الأصلية في الانخفاض مرة بعد مرة بسبب الإفراط في استخدام الغطاء النباتي الطبيعي وتغير المناخ المقابل. يتسبب استخدام الموارد الطبيعية الآن في حدوث اضطرابات بين المجتمع المحلي «واحا» وبعض لاجئي بوروندي وجمهورية الكونغو الديمقراطية من مخيمات متابيلا ونياروغوسو على التوالي مع «واسوكوما» من منطقتي شينيانجا وموانزا. يقوم اللاجئون بقطع الأشجار وصيد بعض الحيوانات البرية في غابات المجتمع بينما يصاحب «واسوكوما» قطعان كبيرة من الماشية التي تسبب تدهورًا بيئيًا وتتغذى أحيانًا على المحاصيل في المزارع وتدمرها.

## نزاعات الموارد الطبيعية
تم حل النزاعات المتعلقة باستخدام الموارد الطبيعية في منطقة كاسولو وديًا من خلال الأنظمة القائمة، مثل الشرطة وحراس احتياطي الدولة الذين يتعاونون مع المجتمع بسلسلة القيادة، أي من قائد الخلايا العشر إلى مفوض المنطقة، أما الخبراء فهناك وكلاء الإرشاد القروي والمعلمون والمشاهير وغيرهم على مستوى القرية الذين يساهمون أيضًا في حماية الموارد الطبيعية وحل النزاعات، وهناك أيضًا اجتماعات مجدولة لحل النزاعات ومجالس محاكم الدوائر بهدف مناقشة وحل القضايا المتعلقة باستخدام الموارد الطبيعية لأنها ليست عنيفة. ومن ثم ينبغي اتخاذ المزيد من التدابير المستدامة لمنع تلك الصراعات من النمو من مرحلة اللاعنف إلى العنف.